# Сен-Кристоф (Італія)
Сен-Кристоф, Сен-Крістоф (фр. Saint-Christophe) — муніципалітет в Італії, у регіоні Валле-д'Аоста.
Сен-Кристоф розташований на відстані близько 600 км на північний захід від Рима, 3 км на північний схід від Аости.
Населення — 3433 особи (2014).
Щорічний фестиваль відбувається 25 липня. Покровитель — святий Христофор.

## Демографія
Населення за роками:

Станом на 1 січня 2023 року в муніципалітеті офіційно проживав 141 іноземець з 33 країн, серед них 56 громадян країн Євросоюзу та 2 громадяни України.

## Сусідні муніципалітети
- Аоста
- Поллен
- Кар
- Руазан
- Вальпеллін